# Епархия Ратбури

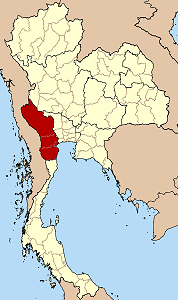
Карта епархии Ратбури

Епархия Ратбури (лат. Dioecesis Ratchaburensis) — епархия Римско-Католической церкви с центром в городе Ратбури, Таиланд. Епархия Ратбури входит в митрополию Бангкока и распространяет свою юрисдикцию на территорию провинций Ратбури, Пхетбури, Канчанабури и Самутсонгкхрам. Кафедральным собором епархии Ратбури является церковь Рождества Пресвятой Девы Марии.

## История
30 июня 1930 года Римский папа Пий XI издал бреве «Quae catholico», которым учредил миссию Sui iuris Раябури, выделив её из архиепархии Бангкока.
28 мая 1934 года Римский папа Пий XI издал буллу «Ad Christianum nomen», которой преобразовал миссию sui iuris Раябури в апостольскую префектуру. 3 апреля 1941 года апостольская префектура Раябури была преобразована в апостольский викариат.
18 декабря 1965 года Римский папа Павел VI издал буллу «Qui in fastigio», которой преобразовал апостольский викариат Раябури  в епархию.
21 октября 1966 года епархия Раябури была переименована в епархию Ратбури.
26 июня 1969 года епархия Ратбури передала часть своей территории для образования новой епархии Сураттхани.

## Ординарии епархии
- епископ Гаетан Пазотти S.D.B.[1] (1931 — 3.09.1950);
- епископ Пьетро Луиджи Карретто S.D.B. (12.04.1951 — 26.06.1969) — назначен епископом Сураттхани;
- епископ Роберт Ратна Бамрунгтракул (26.06.1969 — 28.04.1975) — назначен епископом Чиангмая;
- епископ Иосиф Эк Тхабпинг (2.10.1975 — 12.02.1985);
- епископ Иоанн Боско Манат Чуабсамай (25.11.1985 — 24.07.2003);
- епископ Иоанн Боско Паня Критчарен (18.03.2005 — по настоящее время).

## Источник
- Annuario Pontificio, Libreria Editrice Vaticana, Città del Vaticano, 2003, ISBN 88-209-7422-3
- Булла Ad Christianum nomen, AAS 27 (1935), стр. 266  (лат.)
- Бреве Quae catholico, AAS 23 (1931), стр. 115  (лат.)
- Булла Qui in fastigio  (лат.)